# Lasionycta marloffi
Lasionycta marloffi är en fjärilsart som beskrevs av Dyar 1922. Lasionycta marloffi ingår i släktet Lasionycta och familjen nattflyn. Inga underarter finns listade i Catalogue of Life.